# Râușor, Breazova
Râușorul sau Râul Hobița este un curs de apă, afluent al râului Breazova de Strei. 

## Generalități
Râușorul sau Râul Hobița nu are afluenți semnificativi.

## Hărți
- Harta Munților Poiana Ruscă  Arhivat în 12 martie 2010, la Wayback Machine.
- Harta Munților Retezat  Arhivat în 10 iulie 2012, la Wayback Machine.
- Harta județului Hunedoara